# Rossana Podestà
Rossana Podestà (* 20. Juni 1934 in Tripolis, Libyen; † 10. Dezember 2013 in Rom) war eine italienische Filmschauspielerin.

## Leben
Podestà verbrachte ihre Kindheit in Tripolis, im damaligen Italienisch-Libyen. Sie war Tochter italienischer Siedler und hatte daher die italienische Staatsbürgerschaft. Nach dem Zweiten Weltkrieg war den Italienern klar, dass sie keine Zukunft in Libyen hatten, und die Eltern zogen mit ihr nach Rom, wo sie sich bald der Schauspielerei widmete.
Noch während ihrer Schulzeit gab sie 1951 ihr Filmdebüt in dem italienischen Filmdrama Morgen ist ein anderer Tag (Domani è un altro giorno) von Léonide Moguy. 1952 spielte sie in dem Abenteuerfilm Il moschettiere fantasma von Max Calandri. 1954 folgte der Film Die Mädchen von San Frediano (Le ragazze di San Frediano) von Valerio Zurlini. Podestà war in diesen Rollen zunächst fast ausschließlich auf den Typus des unbeschwerten, unbefangenen jungen Mädchens festgelegt.
Aufsehen bei der internationalen Filmkritik erregte sie erstmals 1953 durch ihre erotische Rolle als Rossana in dem mexikanischen Film Brandung der Leidenschaft (La red) des Regisseurs Emilio Fernández, der 1953 auch bei den Internationalen Filmfestspielen in Cannes gezeigt wurde.
In der Folgezeit wurde Podestà häufig als Femme fatale und in der Rolle der unwiderstehlichen Verführerin eingesetzt. So spielte sie 1954 an der Seite von Kirk Douglas, Anthony Quinn und Silvana Mangano die Nausicaa in dem Abenteuerfilm Die Fahrten des Odysseus (Ulisse) von Mario Camerini. Weitere internationale Bekanntheit erlangte sie im Jahr 1956 als Helena in dem Film Die schöne Helena (Helen of Troy) von Robert Wise.
Es folgten weitere Rollen in Abenteuerfilmen und Kostümfilmen: 1956 in Geheime Fracht an der Seite von Alan Ladd, 1958 in Piraten von Madagaskar, 1960 Die Rache der Barbaren (La furia dei barbari) von Guido Malatesta mit Edmund Purdom als Partner, 1961 Antea – Sklavin Roms mit Guy Madison, 1962 Kampf der Gladiatoren mit Philippe Leroy und ebenfalls 1962 Der goldene Pfeil als Partnerin von Tab Hunter.
Eine wichtige Rolle hatte sie dann ebenfalls 1962 als Shuah in dem Monumentalfilm Sodom und Gomorrha von Robert Aldrich, wo sie gemeinsam mit Stewart Granger, Pier Angeli und Stanley Baker spielte.
In den 1960er Jahren spielte Podestà weiterhin in Abenteuerfilmen, Horrorfilmen und Komödien, allerdings fast ausschließlich in zweitklassigen Produktionen. 1963 war sie als Mary an der Seite von Christopher Lee in Das Schloss des Grauens von Antonio Margheriti zu sehen. 1964 spielte sie in Die nackten Stunden (Le ore nude), einer Verfilmung einer Erzählung von Alberto Moravia. Ebenfalls 1965 spielte sie in dem Actionfilm Operation Baalbeck (F.B.I. operazione Baalbeck).
Unter der Überschrift „Trio Con Brio“ war sie 1966 mit der deutschen Schauspielerin Christiane Schmidtmer und der Britin Shirley Ann Field in der März-Ausgabe des US-Playboy zu sehen. Ihre Aufnahmen stammen von dem italienischen Fotografen Pompeo Posar.
Es folgten einige erotische Komödien wie 7 goldene Männer, Das Superding der sieben goldenen Männer (beide 1965), Homo Eroticus (1971) und Priester – Du sollst nicht ohne Liebe leben (1971). Bei allen diesen Filmen führte Podestàs Ehemann, der Schauspieler und Regisseur Marco Vicario, Regie.
1980 spielte sie in der Episodenkomödie Sunday Lovers in der Episode, welche der italienische Regisseur Dino Risi inszenierte. Ihre letzte Filmrolle übernahm sie 1985 in dem Filmdrama Segreti segreti von Giuseppe Bertolucci.
Podestà war zweimal verheiratet. Nach ihrer Scheidung von Marco Vicario war sie von 1981 bis zu seinem Tod im September 2011 mit dem Bergsteiger und Journalisten Walter Bonatti verheiratet; das Paar lebte in Dubino, Italien.

## Filmografie (Auswahl)
- 1951: Morgen ist ein anderer Tag (Domani è un altro giorno)
- 1951: Räuber und Gendarm (Guardie e ladri)
- 1952: Il moschettiere fantasma
- 1952: Engel aus der Kellerwohnung (Gli angeli del quartiere)
- 1952: Männer ohne Tränen (La voce del silenzio)
- 1953: Brandung der Leidenschaft (La red)
- 1954: Die schönen Mädchen von Florenz (Le ragazze di San Frediano)
- 1954: Die Fahrten des Odysseus (Ulisse)
- 1956: Die schöne Helena (Helen of Troy)
- 1956: Geheime Fracht (Santiago)
- 1958: Kreuz und Schwert (La spada e la croce)
- 1958: Piraten von Madagaskar (La bigorne)
- 1960: Die Rache der Barbaren (La furia dei barbari)
- 1961: Antea – Sklavin Roms (La schiava di Roma)
- 1962: Einer gegen Rom (Solo contro Roma)
- 1962: Der goldene Pfeil (La freccia d’oro)
- 1962: Sodom und Gomorrha (Sodom and Gomorrah)
- 1963: Das Schloß des Grauens (Le vergine di Norimberga)
- 1964: Die nackten Stunden (Le ore nude)
- 1965: Operation Baalbeck (F.B.I. operazione Baalbeck)
- 1965: 7 goldene Männer (Sette uomini d’oro)
- 1966: Das Superding der 7 goldenen Männer (Il grande colpo dei sette uomini d’oro)
- 1971: Homo Eroticus
- 1971: Priester – Du sollst nicht ohne Liebe leben (Il prete sposato)
- 1973: Paolo – der Heiße (Paolo il caldo)
- 1977: Abendessen mit anschließendem Frühstück (Pane burro e marmellata)
- 1978: Sieben Miezen klauen 'ne Million (7 chicas peligrosas)
- 1980: Country Lady (Tranquille donne di campagna)
- 1980: Sunday Lovers
- 1983: Herkules (Ercole)
- 1985: Segreti, segreti